# Prozessoptimierung
Die Prozessoptimierung dient in Wirtschaftssubjekten  dazu, die Effizienz und die Effektivität bestehender Arbeits-, Geschäfts-, Produktions- und Entwicklungsprozesse sowie den Einsatz der hierfür benötigten Ressourcen kontinuierlich zu verbessern.

## Allgemeines
Zu den Wirtschaftssubjekten gehören Unternehmen, Behörden, gesellschaftliche Institutionen oder sonstige Personenvereinigungen, die eine interne Prozessoptimierung zur besseren Erreichung ihrer Ziele durchführen können.
Die Prozessoptimierung wurde über lange Zeit als Aufgabe des Qualitätsmanagements angesehen, ist heute jedoch zunehmend zum Teil eines umfassenden integrierten Prozessmanagements von Unternehmen und Institutionen herangewachsen. Prozessdenken- und Optimierung als Grundlage einer wirkungsvollen betriebswirtschaftlichen Ausrichtung ist heute unverzichtbarer Bestandteil jeder modernen Betriebsführung, um im nationalen wie internationalen Wettbewerb bestehen zu können.

## Grundlagen
Grundlage ist eine prozessorientierte Betrachtungsweise der gesamten betrieblichen Abläufe. Hierfür ist es nötig, hergebrachtes hierarchisches „Abteilungsdenken“ aufzugeben und stattdessen Prozessketten bereichsübergreifend zu definieren (Ablauf- vs. Aufbauorganisation). Die gegebenen Abläufe müssen zuerst einmal im Rahmen der Prozessanalyse zum Beispiel mittels Prozessmodellierung erfasst und klassifiziert werden. Um die Qualität und Leistungsfähigkeit der so zu beschreibenden Prozesse zu bewerten, müssen geeignete Kenngrößen (sog. Key Performance Indicator, kurz KPI) eingeführt werden. Mit Hilfe einer so gewonnenen Prozessbeschreibung lässt sich eine Prozesslandkarte (Prozessogramm) des Betriebes erstellen, die als Bezugsbasis für weitere Optimierungen dient. Betroffen können hiervon alle Unternehmensbereiche sein, beginnend mit Forschung und Entwicklung, über die Produktion, die Verwaltung bis hin zu Einkauf, Vertrieb und Auslieferung. Idealerweise werden im Rahmen eines integrierten E-Business-Konzeptes die gesamten betrieblichen Abläufe sowie die menschlichen wie materiellen Ressourcen einer derartigen Evaluation und Einordnung unterzogen. Die auf Basis einer derartigen Evaluation einsetzende, kontinuierlich fortdauernde Prozessoptimierung hat zum Ziel, die gegebenen Prozesse beständig zu verbessern, ohne hierbei deren Ablauf zu unterbrechen.
Bekannte Managementkonzepte in diesem Zusammenhang sind zum Beispiel der Demingkreis von Walter Andrew Shewhart aus 1930, der Business Process Reengineering (BPR) aus dem Jahr 1991, Six Sigma (Anfang der 90er), Kaizen (1994) oder Balanced Scorecard (1996).

## Werkzeuge
Die Beherrschung komplexer betrieblicher Prozesse und deren Optimierung ist ohne geeignete Software-Werkzeuge heutzutage nicht mehr denkbar. Hierfür werden von einer Vielzahl von Anbietern mehr oder minder geeignete Software-Pakete angeboten, die an die jeweiligen betrieblichen Erfordernisse angepasst werden können. Diese dienen insbesondere der Analyse der definierten Prozesse und ihrer Kennzahlen, um diese bezüglich ihres Beitrages zur Wertschöpfung einordnen zu können. Auf Basis der daraus gewonnenen Erkenntnisse sollen mit Hilfe dieser Werkzeuge die betrieblichen Ressourcen sodann auf Schlüsselprozesse konzentriert und entsprechende Zielgrößen entwickelt werden. Im Rahmen softwaretechnisch realisierter Simulationen werden die so gewonnenen Ergebnisse in der Folge auf ihre Wirksamkeit überprüft.

## Status
Im Rahmen der globalen Komplexität heutiger Geschäftsprozesse (E-Business-Konzepte etc.) sind derartige prozessorientierte Vorgehensweisen zunehmend unverzichtbar. Allerdings sind Firmen und Institutionen, welche diesbezüglich eine wenigstens annähernde Integration erreicht haben, noch selten (vgl. IDS Scheer Business Process Report 2006).
Überwiegend werden heutzutage Produktionsprozesse sowie Vertriebs- und Logistikprozesse hinsichtlich Kosten und Durchlaufzeiten optimiert. Bereiche, die mehr softe Key Performance Indicators (KPI) haben (überall, wo der Faktor Menschen direkt zum Zuge kommt), werden noch selten prozesstechnisch erfasst und einer Prozessoptimierung unterworfen. Dies liegt nicht zuletzt daran, dass die kreativen und komplexen Wertschöpfungsprozesse aufgrund ihrer individuellen Charakteristiken mit den derzeit vorhandenen Softwarewerkzeugen oftmals noch nicht zweckmäßig analysiert und verbessert werden können, da es in der Modellierungs- und Analysephase oft schwer ist, diese weichen Faktoren mit statischen Modellen überhaupt zu erfassen. Solche Prozesse sind meist wenig repetitiv und lassen sich daher nur teilweise durch eine Standardisierung auf Aufgabenebene optimieren. Vielversprechender sind Methodiken die auf die Verbesserung des Selbstmanagements der Mitarbeiter beitragen. Führende Technologieunternehmen setzen hier Nudge Management ein. Basierend auf verhaltenswissenschaftlichen Erkenntnissen wird ein Prozessumfeld geschaffen, das es den Beteiligten einfach macht, sich instinktiv richtig zu verhalten. (vgl. P. Ebert, W. Freibichler: Nudge Management, 2017.)